# Lacs, Indre
Lacs là một xã ở tỉnh Indre khu vực trung bộ Pháp. Xã này có diện tích 13,46 km², dân số thời điểm năm 1999 là 614 người. Khu vực này có độ cao trung bình 220 mét trên mực nước biển.